# Crypt TV
Crypt TV — це американська розважальна компанія, яка зосереджена на розробці, виробництві та розповсюдженні цифрового контенту на тему жахів, з акцентом на монстрах і повторюваних персонажах у пов’язаних всесвітах. Його заснували Джек Девіс та Елі Рот у 2015 році за підтримки Джейсона Блюма та Blumhouse Productions.
Crypt спеціалізується на коротких відеороликах жахів, створених для Інтернету, включно з такими вірусними персонажами, як Береза та Подивись-Побач. Компанія має 5 мільйонів підписників у соціальних мережах на Facebook і 3,41 мільйона підписників на YouTube.

## Історія
Джек Девіс, який на той час ще навчався в Університеті Дьюка, познайомився з Елай Ротом на вечері в 2013 році. Пара підтримувала зв’язок, обговорюючи, як зробити страшні розваги ефективними на екранах телефонів. Crypt TV було створено, коли Девіс і Рот разом запустили конкурс «шестисекундного страху» в жовтні 2014 року як «спосіб перевірити, чи справді ви можете створювати чудовий страшний контент у короткій формі на мобільних пристроях». Девіс. Конкурс був показаний на Good Morning America і згодом став вірусним, отримавши понад 15 000 заявок. Рот показав конкурс Джейсону Блуму, який шукав цифрову стратегію для Blumhouse Productions, і Блум став першим інвестором Crypt. Компанію було офіційно відкрито в квітні 2015 року в Лос-Анджелесі, де працювало лише три співробітники: Девіс, Даррен Брандл як операційний директор і Кейт Кранц як головний директор із контенту.
У березні 2017 року Crypt TV залучив 3,5 мільйона доларів США на чолі з фондом венчурного капіталу Lerer Hippeau Ventures, спонсором Buzzfeed. Компанія залучила 6,2 мільйона доларів від минулих інвесторів.